# 聖埃斯特萬島黑叩壁蜥
聖埃斯特萬島黑叩壁蜥（學名：Sauromalus varius），又名叩壁蜥、變色斑紋鬣蜥或耶士德斑鬣蜥，是加利福尼亞灣聖埃斯特萬島特有的一種大型蜥蜴。牠們是五種大型蜥蜴中最大的，且最瀕危的。

## 分類
聖埃斯特萬島黑叩壁蜥的屬名是由兩個古希臘文組成，意思是「扁平的蜥蜴」。其種小名是拉丁文的「斑點」的意思，指牠們斑駁的顏色。牠們最初是由美國爬蟲學家Mary C. Dickerson於1919年描述。
聖埃斯特萬島最初是以牠們來命名，稱為「大型蜥蜴的半島」。

## 分佈及棲息地
聖埃斯特萬島黑叩壁蜥是聖埃斯特萬島的特有種。雖然在島內數量豐富，但在島外卻完全絕跡。牠們的一些群落曾被帶離島嶼，但卻沒有存活下來的。

## 行為及繁殖
聖埃斯特萬島黑叩壁蜥對人類無害，遇到威脅時更會逃跑。當受到騷擾時，牠們會鑽進石縫之間，將身體充氣膨脹來保護自己。
雄性會隨著季節及情況而變得地盤性。當資源豐富時，牠們會按大小來建立階層，最大的雄性會管轄較細小的。牠們會以身體的顏色及姿勢，來作出溝通及保護地盤。
聖埃斯射萬島黑叩壁蜥是日間活動的，由於牠們是冷血動物，日間及冬天大部份時間都會在哂太陽取暖。牠們很適合在沙漠生活，在高達39℃仍很活躍。
交配期是介乎4月至7月，於6月至8月會生5-16隻蛋。蛋於9月末孵化。牠們的壽命可達25歲以上。

## 食性
聖埃斯特萬島黑叩壁蜥喜歡棲息在岩漿及岩石地區，有裂縫及隱密的地方供躲藏。這些地區一般長滿了木餾油灌木及仙人掌，都是牠們的食物之一。牠們也會吃葉子、果實、花朵及昆蟲。

## 特徵
聖埃斯特萬島黑叩壁蜥是最大的大型蜥蜴，體長達61厘米，尾巴長15厘米，重1.4公斤。牠們是島內巨大化的例子，較大陸的同類大3-4倍。牠們的皮膚呈灰色，有褐色至黃色的斑紋，面部呈灰至黑色。雌性的外表較沉色，斑紋較少。牠們的顏色可以成為偽裝來避開掠食者的攻擊。

## 與人類接觸
當地人將聖埃斯特萬島黑叩壁蜥看為重要的食物。住在聖埃斯特萬島的民族將自己稱為「大型蜥蜴的人民」，並將該島命名為「大型蜥蜴的半島」。
聖埃斯特萬島黑叩壁蜥因被人類及入侵物種獵殺而瀕危。牠們受到《瀕危野生動植物種國際貿易公約》附錄一的保護。